# هیراگا گننای
(به ژاپنی: هیراگا)
هیراگا گننای (به ژاپنی: 平賀源内 Hiraga Gennai)؛( ۱۷۲۸ – ۲۴ ژانویه ۱۷۸۰) یک پزشک، پدیدآور، نقاش، مخترع و رونین اهل ژاپن بود.